# Caractère phénotypique
Pour les articles homonymes, voir Caractère.
Un caractère phénotypique, pour un organisme vivant, est un de ses aspects anatomique, physiologique, moléculaire ou comportemental, qui peut être analysé (par exemple : la présence de cheveux). 
L'ensemble des caractères d'un organisme vivant constitue son phénotype, par opposition au génotype qui décrit les informations génétiques de cet organisme, héritées de ses parents.
Un trait de caractère (ou trait phénotypique) désigne une variation d'un caractère (par exemple : des cheveux blonds).

On parle aussi de trait d'histoire de vie, pour des animaux,,, ou pour des plantes.

## Différentes notions

### Caractère inné ou acquis
On parle de caractère inné lorsqu'il est hérité génétiquement. Au contraire, un caractère acquis doit son apparition à un facteur de l'environnement.

### Caractère qualitatif ou quantitatif
Lorsqu'un caractère est dit qualitatif ou  mendélien, les diverses variantes de ce caractère dans une population se distinguent nettement les unes des autres (variation discontinue) et sont en nombre réduit. Un caractère qualitatif est gouverné par un seul gène et s'exprime indépendamment du milieu.
Un caractère est dit quantitatif lorsque les diverses variantes de ce caractère dans une population sont difficilement classifiables (variation continue) et sont en très grand nombre (au point que chaque variante ne décrit qu'un faible nombre d'individus). Un caractère quantitatif dépend généralement de plusieurs gènes et est très affecté par le milieu. Dans le cas de ces caractères, il existe des gènes majeurs qui contrôlent l'expression de ces caractères et des gènes mineurs qui sont supposés très nombreux pour chaque caractère quantitatif et qui auraient chacun un effet faible mais identique et additif. Les gènes mineurs sont regroupés sous le terme « polygènes ». Une région du chromosome où sont localisés un ou plusieurs gènes intervenant dans l'expression d'un caractère quantitatif est appelée locus de caractères quantitatifs (QTL).

### Caractère discret ou continu
Un caractère discret est un caractère qui peut adopter uniquement des états bien distincts (par exemple, la présence ou non des dents de sagesse). Un caractère continu est un caractère qui peut théoriquement prendre n'importe quelle valeur dans un intervalle donné (par exemple, la taille d'une population, qui peut fluctuer autour de 1,65 m en passant par tous les états de 1,30 m à 1,90 m, le poids…).

## Évolution d'un caractère
Au cours de l'évolution d'une espèce, un caractère passe d'un état ancestral à un état dérivé.